# 草地上的聖母
草地上的圣母（義大利語：Madonna del Prato），又称圣母子与圣约翰，由文艺复兴时期画家拉斐尔·圣齐奥于1505年至1506年间创作。现藏于奥地利维也纳的艺术史博物馆。

这是一幅由蛋彩和油画两种手法混合创作完成的木版画，作品长113cm, 宽88cm。
圣母裙衣的下摆处表明了这副画完成的年份：1506。这幅为了佛罗伦萨圣玛尔谷大殿中修士们的礼拜堂所作的画作，是拉斐尔在其佛罗伦萨时期所作的多幅圣母子与小圣约翰题材的绘画之一。在这个时期，拉斐尔久居佛罗伦萨，为其近距离研究达芬奇和米开朗基罗的作品提供了便利。 在十五世纪意大利绘画作品中圣母子与小圣约翰一同出现是非常常见的， 拉斐尔后来在这一主题上的绘画也取得了巨大的成功。
这幅画受到了广泛研究的是它的结构。画中的三个人物构成了一个等腰三角形，而圣母的头部则构成了三角形的顶端。圣母深红色的上衣和圆形的领口体现出拉斐尔作品的特点。
两个孩子则是占据了画面的下部，稍稍偏左，圣母的左脚则侧向画面的右侧，弥补了前者造成的空间上的失衡。小圣约翰单膝跪地，手持十字杖，而小耶稣则是站着，右手拿着杖。
这副作品中的金字塔结构表现出作者深受达芬奇的风格影响，尤其是《圣母子与圣安妮》这副作品。其他一些带有达芬奇色彩的特征则表现在对圣母脸部的塑造，以及描绘小耶稣的背部，远方的风景，蓝色背景以及薄雾时使用的“晕涂法”。但是也有一些元素体现出这副画与达芬奇画作的差距，就比如说对人物的轮廓线。